# قنطريون غامض
القنطريون الغامض واسمه العلمي (باللاتينية: Centaurea ambigua) نوع نباتي ينتمي إلى جنس القنطريون من الفصيلة النجمية.